# Leptogorgia medusa
Leptogorgia medusa är en korallart som först beskrevs av Bayer 1952.  Leptogorgia medusa ingår i släktet Leptogorgia och familjen Gorgoniidae. Inga underarter finns listade i Catalogue of Life.